# Esprits animaux
La notion d'esprits animaux vise à expliquer le comportement humain. Elle a différents sens selon le contexte historique et disciplinaire. La théorie des esprits animaux est d'abord une théorie abandonnée en physiologie selon laquelle il existerait une matière très légère qui circule dans les nerfs et communique le mouvement du cerveau aux muscles. L'équivalent dans la science contemporaine des esprits animaux sont les influx nerveux. Par ailleurs, la notion a été mobilisée par John Maynard Keynes pour décrire les émotions humaines qui influencent le comportement des agents économiques.

## Le concept d'esprits animaux dans l'histoire de la médecine et de la philosophie
Le concept d'esprits animaux est issu de la théorie médicale grecque hellénistique, pérennisée par Galien, au Moyen Âge par les philosophes scolastiques, puis encore utilisé à l'âge classique par des médecins et philosophes tels que Francis Bacon et Descartes.

### Chez Galien
La notion d’« esprits animaux » dérive de la théorie médicale grecque hellénistique. Les spécialistes font remonter le concept d’esprits animaux à Aristote, qui a théorisé l’âme (pneuma) comme étant la source du mouvement corporel ; la pneuma est alors associée au cœur. Pour Aristote, l'âme est coextensive au corps, donc tous les êtres vivants seraient dotés d'âme ; se méprenant sur la nature des fonctions cérébrales Aristote fait du cerveau un organe de refroidissement et d’humidification (cardiocentrisme (en)) : le cerveau est une glande, qui sécrète la pituite, qui s'évacue en cas de maladie par le nez ; les facultés intellectuelles de l'âme résident toutefois dans le système ventriculaire,. 
Hippocrate croit que l'âme est liée au corps, éliminant ainsi une grande partie des connotations surnaturelles de la philosophie; il suit les postulats d'un philosophe présocratique, Alcméon de Crotone, qui a défendu l'idée de la responsabilité du cerveau, et non du cœur, comme centre coordinateur des sensations et de la raison. La théorie humorale du Corpus hippocratique a été remise en question par les membres de l'École d'Alexandrie, vers 275 av. J.-C., essentiellement Hérophile (325-280 av. J.-C.) et Érasistrate (310-250 av. J.-C.), dont la physiologie se base sur l’héritage stoïcien du pneumatisme,. Érasistrate commente comment l'air (pneuma cosmique), transporté des poumons au cœur, transformé dans l'organe cardiaque en esprit vital (pneuma zootikon), est transporté, par le sang, jusqu'au cerveau, où il se transforme, au sein des ventricules cérébraux, en esprits animaux (pneuma psychikon). La théorie pônée par les médecins de l’École d'Alexandrie, notamment dans la version de Claude Galien (130-216 apr. J.-C.), a perduré jusqu’au XVIIIe siècle. 
Dans ce système, le corps se comprend comme un système hydraulique — les veines, les artères selon Anaximène et Aristote sont remplies d'air ; plus tard, les nerfs selon cette théorie seront creux — dans lesquels circulent esprit vital (πνεῦμα ζωτικὸν / pneuma zootikon, localisé dans le cœur) ; esprit physique (πνεῦμα φυσικὸν / pneuma physikon, en latin « spiritus naturalis », localisé dans le foie) et esprit psychique (πνεῦμα ψυχικὸν / pneuma psychikon, en latin « spiritus animalis », localisé dans le cerveau),; Le spiritus animalis est produit dans le cerveau via le rete mirabilis par filtration ou distillation de l’esprit vital, puis distribué dans tout le corps par les nerfs. Le rete mirabile, « structure bovine mais non humaine », est remis en cause pour la première fois par Jacopo Berengario da Carpi (1460-1530) puis par André Vésale (1514-1564), mais néanmoins chez l’homme continuera après Vésale à faire partie du discours médico-anatomique. La pituite est la partie excrémentielle des spiritus animalis.  
L'intelligence, assez semblablement que pour Hippocrate, était pour Galien le pneuma psychique, résultant du mélange de l'air vital et de l'air : 

« L'intelligence, au fond identique à l'intelligence du Περὶ ἱερῆς νούσου, c'était, pour Galien, le pneuma psychique, résultant du mélange, dans les ventricules du cerveau, et du pneuma ou air vital répandu dans le système artériel avec le sang mêlé à l'air atmosphérique dans le ventricule gauche du cœur, siège de la formation des esprits vitaux, et de l'air respiré par les narines. Animé d'un double mouvement diastolique et systolique, le cerveau recevait, en diastole, dans les ventricules latéraux, l'air ambiant et l'air vital, et, en systole, poussait ce fluide élaboré dans le ventricule moyen et dans le IVe ventricule, d'où il se répandait dans le cervelet et la moelle épinière jusqu'aux extrémités périphériques des muscles et des organes des sens. »

Chaque homme était intelligent dans la mesure où il participait des propriétés de l'air ; cette conception est très présente chez Anaximène et Diogène d'Apollonie. L'ἡγεμονικόν / hêgemonikon jamais ne s'est placé, ni chez Galien ni chez Hippocrate, dans la substance du cerveau (quoique Galien ai hésité) mais bien dans les ventricules, qui lorsqu'ils ne sont pas envahi de pituite, comme lors des maladies, « réalisent les fonctions de la pensée, des passions et des sentiments ». Aristote le dit dans De l'âme, : 
« πάντες γὰρ οὗτοι τὸ νοεῖν σωματικὸν ὥσπερ τὸ αἰσθάνεσθαι ὑπολαμβάνουσιν »
— Aristote, De l'âme Livre Trois. Partie II. chapitre III. 427b

« Ainsi, tous ont supposé que la pensée était corporelle comme l'est la sensation »
— traduction par Jules Barthélemy-Saint-Hilaire
Cette conception se retrouve chez Saint Augustin (l'âme se retrouve dans chacune des parties du corps) ou Saint Thomas d’Aquin (l'âme et le corps forment une seule substance). 

### Chez les scholastiques
Pour les Scolastiques, les esprits animaux (spiritus animalis, spiritus vitalis) sont l'élément matériel des passions. Selon Thomas d'Aquin, les esprits animaux sont des vapeurs très subtiles au moyen desquelles les puissances de l'âme agissent par tout le corps. C'est ainsi que « les jeunes gens (juvenes), à cause de leur chaleur naturelle (propter caliditatem naturae), abondent en esprits vitaux (habent multos spiritus) », ce qui leur donne d'être passionnés, « entreprenants et pleins d'espoirs » (animosi et bonae spei) (Somme théologique, Ia-IIa, qu. 40, art. 6).

### À l'âge classique
150 à 200 ans après André Vésale, un certain nombre de penseurs scientifiques même les plus émancipés, parmi lesquels Thomas Willis (1624-1675), René Descartes (1596-1650) et Raymond Vieussens (1641-1715), seront encore sous la domination complète de l'idée d'esprits animaux censés remplir les ventricules cérébraux,. Descartes particulièrement en fait le moteur des interactions corps-esprit,. Selon Gaspar Bauhin les esprits animaux s'écoulent à travers les nerfs dans tout le corps, opinion qui a probablement influencé Descartes. Descartes, lui-même à propos des esprits animaux, inspirera Henry More, Thomas Hobbes, Nicolas Malebranche, et Bossuet. Thomas Willis voit dans les ventricules de simples lacunes étrangères à l'élaboration des esprits animaux , et servant de diverticule à l'humeur aqueuse, véhicule des esprits animaux, et qui se dépose quand elle surabonde.

#### Francis Bacon
Francis Bacon parle plutôt d'esprits vitaux, vents très subtils composés d'air et de flamme (aura composita acre et flamma) qui régissent les esprits mortuaires et président aux fonctions vitales. Ils sont le principe de la vie végétative : « Dans tous les corps animés se trouvent deux esprits : les esprits mortels, tels qu'ils existent dans les corps inanimés, et, en outre, les esprits vitaux. Les fonctions naturelles sont propres à différentes parties, mais l'esprit vital les excite et les aiguise. Les esprits mortels sont d'une substance qui a de l'analogie avec celle de l'air ; les esprits vitaux se rapprochent plus de la substance de la flamme. Les esprits ont deux besoins : l'un de se multiplier, l'autre de s'échapper et de s'unir à tout ce qui est de même nature » (De la grande restauration des sciences. Instauratio magna, VI) (1620).

#### Descartes
Pour Descartes, la machine corporelle détient le principe de ses mouvements, consécutifs de la circulation dans les nerfs des esprits animaux, « un certain air ou vent très subtil » (Les Passions de l'âme, art.VII), des « corps très petits, et qui se meuvent très vite, ainsi que les parties de la flame qui sort d'un flambeau » (ibid. Art.X) ; Selon des principes qui tiennent de la thermodynamiques et de dynamique des fluides, les esprits animaux, du cœur via les artères se retrouvent distillés dans les ventricules du cerveau, et de là via les nerfs dans les muscles; Descartes ajoute au système la glande pinéale, dont il fait le siège de l'âme « la glande pousse les esprits vers les muscles qui servent à cet effet. » ; Dans le traité de L'Homme (cinquième Partie), la pituite est un épaississement des esprit animaux qui se produit dans la maladie, (spiritus) : « en ces larges espaces qui sont au dessous de sa base, entre les narines et le gosier ; Tout de même que la fumée se convertit facilement en suie, dans les tuyaux des cheminées, mais non pas jamais dans le foyer où est le feu. »
Les passions de l'âme sont « des perceptions ou des sentiments ou des émotions de l'âme, qu'on rapporte particulièrement à elle, et qui sont causées, entretenues et fortifiées par quelque mouvement des esprits » (Les passions de l'âme, art. XXVII) (1649). Les passions « sont principalement causées par les esprits qui sont contenus dans les cavités du cerveau, en tant qu'ils prennent leur cours vers les nerfs qui servent à élargir ou étrécir les orifices du cœur ou à pousser diversement vers lui le sang qui est dans les autres parties ou en quelque autre façon » (art. 37).

#### La glande pinéale
Dans la version mécaniste cartésienne, l'organe pinéal (en latin « conarium ») serait responsable de la bonne communication entre l'Homme-machine et son environnement, pour laquelle Descartes recourt au spiritus animalis. La glande pinéale draine et stockes les esprits et devient « le centre où aboutissent toutes les impressions sensorielles et d'où part la commande de tous les mouvements ». 

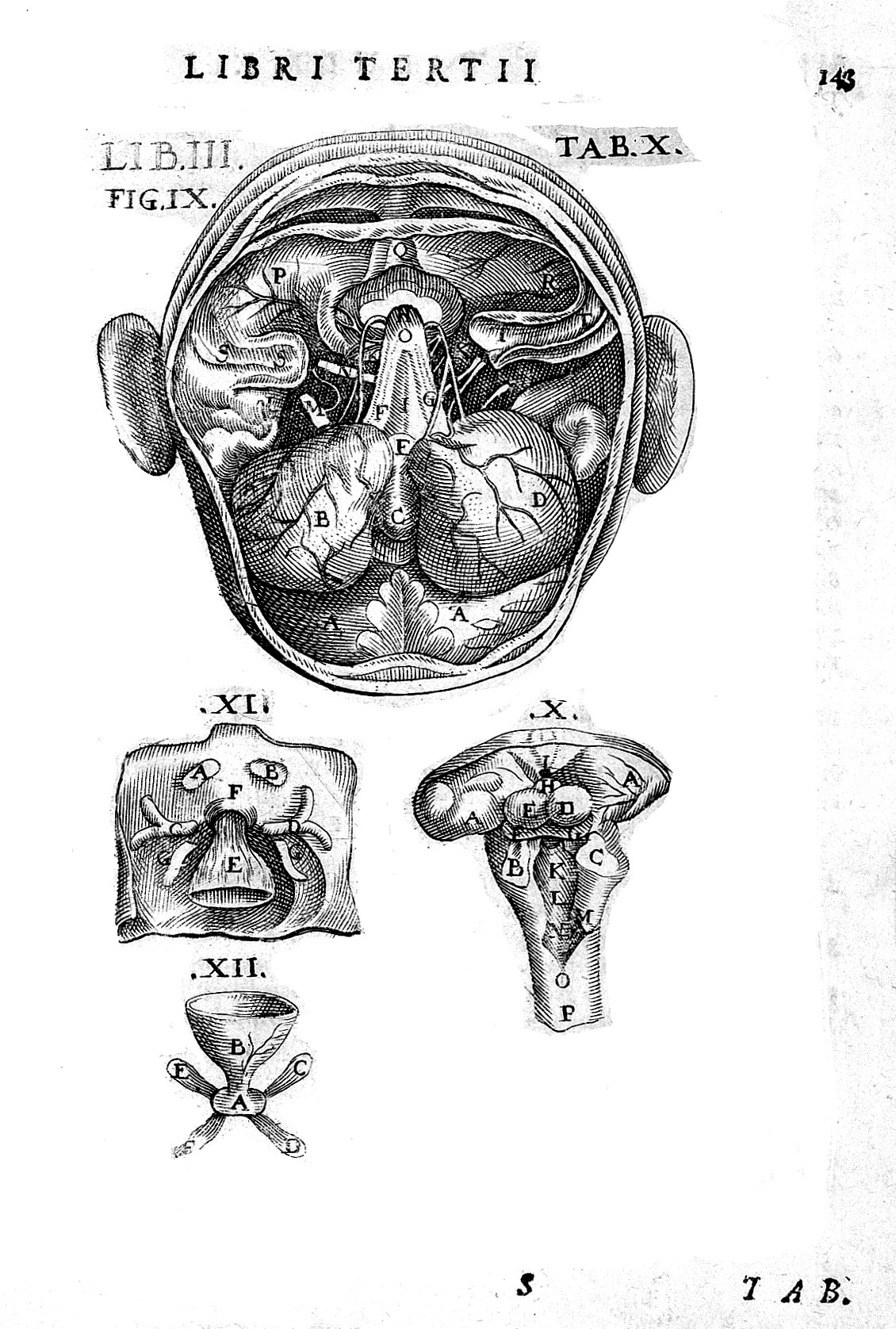
Théodore de Bry (1528-1598). Table X du livre III duTheatrum anatomicum de Gaspard Bauhin (1605). La glande pinéale est désignée par la lettre H sur la figure X.

Cette fonction de lien spirituel de la glande pinéale est déjà présente dans la Veda, le « troisième œil » ou organe mystique (la glande pinéale), correspondant au sixième chakra, l'ajna. Galien appelle l'organe pinéal « κωνάριον / konárion» (κωνοειδὲς σῶμα, « conarium » en latin) en référence à κῶνος (cône de pin), mais ce n'est pas le seul nom qui est véhiculé : les dissections du cerveau ont suggéré dans l'esprit des Grecs préfreudiens, des figures fantasmatiques, qui vont former une longue tradition terminologique médicale ; cette tradition qui emploie les terme latin de « nates », de « testes », d’« anus », de « vulva », de « penis », pour désigner différentes structures du cerveau est relayée par Galien (De usu partium, lib. VIII, cap. XIV et De Administrationibus Anat., lib. IX, cap. V). Chez Vésale, la glande pinéale, les colliculi supérieurs et inférieur (les tubercules quadrijumeaux) sont appelés pénis, testicules et fesses (De Testibvs Et Natibvs Cerebri. cap. IX). Gaspard Bauhin (1560-1624) fait état d'un « cerebri penis ». Jean Riolan (1577-1657) (Encheiridium anatomicum) en fait mention, ainsi que Thomas Willis (Cerebri anatome, 1664, « Post Thalamos nervorum opticorum, adhuc aliæ protuberantiæ insignes, vulgò Nates & Testes dictæ »). Nicolas Sténon (1638-1686) dans son Discours sur l'anatomie du cerveau de 1665-1669, aussi relayé par une revue du Journal des savants du 10 février 1670, a souligné que les anatomistes, qui avaient l'habitude d'utiliser ces termes pour désigner différentes structures du cerveau, montraient qu'ils ne connaissaient ni l'usage ni la forme de ces structures,,,. 

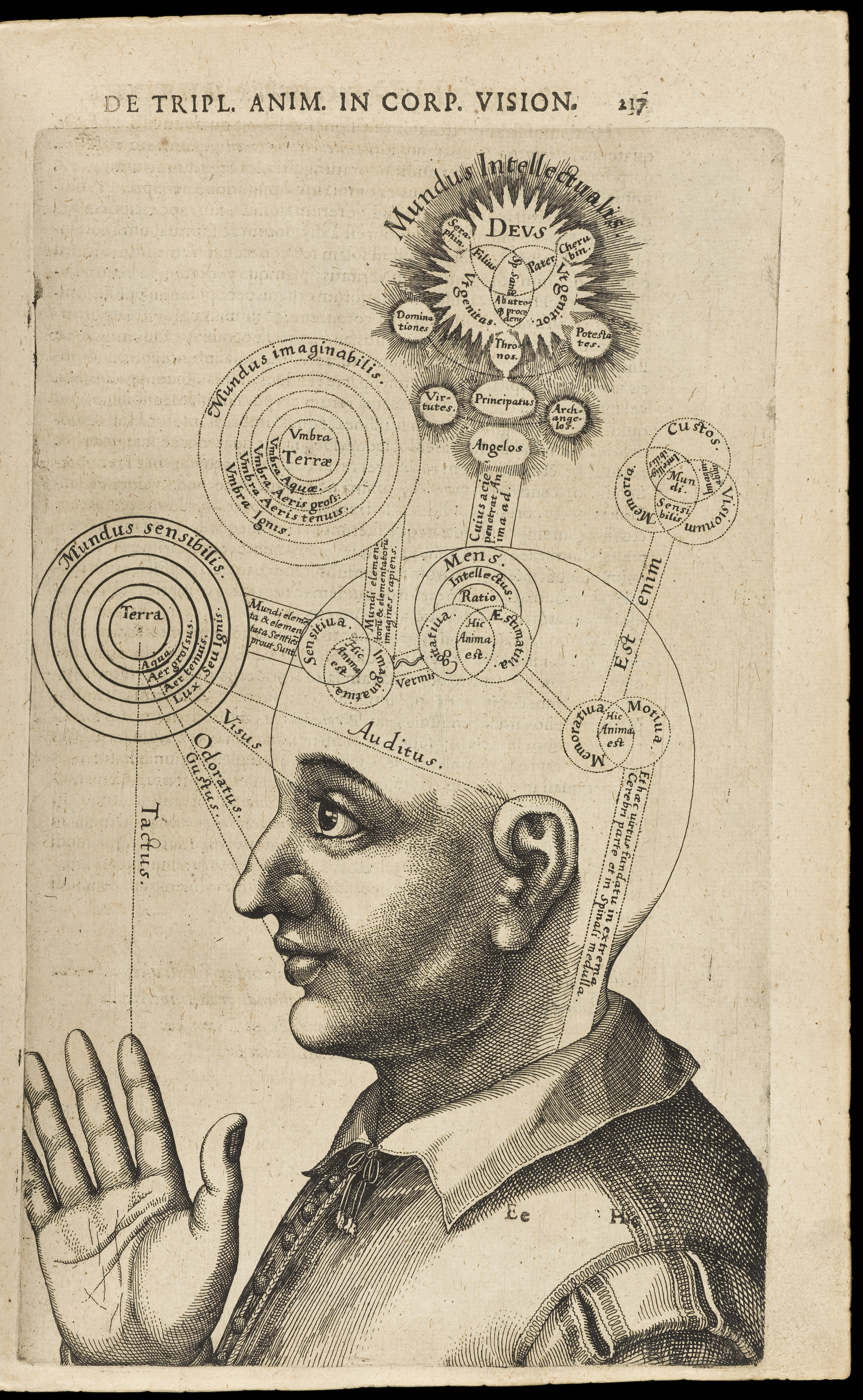
Robert Fludd, Utriusque Cosmi,Tractatus Primi, Sectionis I. Liber IX. De animæ fenfitivæ actu in corpore. Cap.V., De Tripl, Anim. in Corp. Vision (p. 217), 1619.

Sous le couvert de l'alchimie, de l'hermétisme ou de la kabbale, de nombreux savants pratiquent une connaissance ésotérique, recueillie notamment par la Rose-Croix. Pour le rosicrucien Robert Fludd (1574-1637), l'esprit, également appelé « sperma intellectuale », était traité dans les testicules du cerveau et éjecté par le pénis,, c'est-à-dire la glande pinéale. Cet esprit une fois purifié était le porteur direct de la lumière de la capacité de comprendre, c'est-à-dire de l'intellect. Fludd trouve des formulations qui décrivent la glande pinéale comme une sorte de siège de l'anima mundi. Dans leurs théories de la nature, les philosophes présocratiques utilisaient couramment le sperma (la semence) en métaphore de l'origine d’existence matérielle ou quantitative. Sœur doctrinale de la pneuma,  le λόγοι σπερματικοὶ / logoi spermatikoi, se trouve dans la philosophie hellénistique des stoïciens (à partir du IVe siècle av. J.-C.). Spiritualisées par Plotin en Rationes séminales (en), reprises par Saint Augustin, elle ne se retrouve véritablement que sous la plume des alchimistes médiévaux, puis de Paracelse (et Marsile Ficin) pour gagner le monde médical. Chez le philosophe Sylvain Matton on peut lire, que pour Marsile Ficin, l’âme, « est toujours et nécessairement liée à un corpus proximum, corps quasi-immatériel, quasi non-corps, corps éthéré », « esprit » (spiritus) qui constitue le « vêtement » de l’âme, son « idole » ou son « véhicule », et«  lui sert d’intermédiaire avec le corps élémentaire ainsi que d’instrument pour agir sur lui, soit directement, soit par l’intermédiaire d’autres véhicules plus corporels, comme les esprits animaux ».
Descartes a puisé dans le Theatrum anatomicum de Gaspard Bauhin dont l'édition de 1621 accuse un tournant ésotérique, probablement parce qu'à cette époque, le dessinateur, graveur et éditeur allemand, Jean Théodore de Bry (1561-1623) s'afférait tant sur le Theatrum anatomicum que sur l'ouvrage de Fludd, l'Utriusque cosmi de 1618. Dans la figure X de la table X du livre III du Theatrum anatomicum de Bauhin, illustration reprise dans l'Anatomiae Amphitheatrum de Fludd (1623), la glande pinéale est désignée par la lettre « H ». Descartes, dans L'Homme, ne mentionne pas le nom de la glande mais y fait référence de même que Bauhin (et Fludd) en utilisant la lettre « H »,. Bauhin figure sans aucun doute dans la liste des ouvrages étudiés par Descartes. Les écrits de Fludd sont discutés dans le cercle de Marin Mersenne (1588-1648), la signification de la glande pinéale chez Fludd pourrait avoir été un modèle pour la glande pinéale de Descartes,.

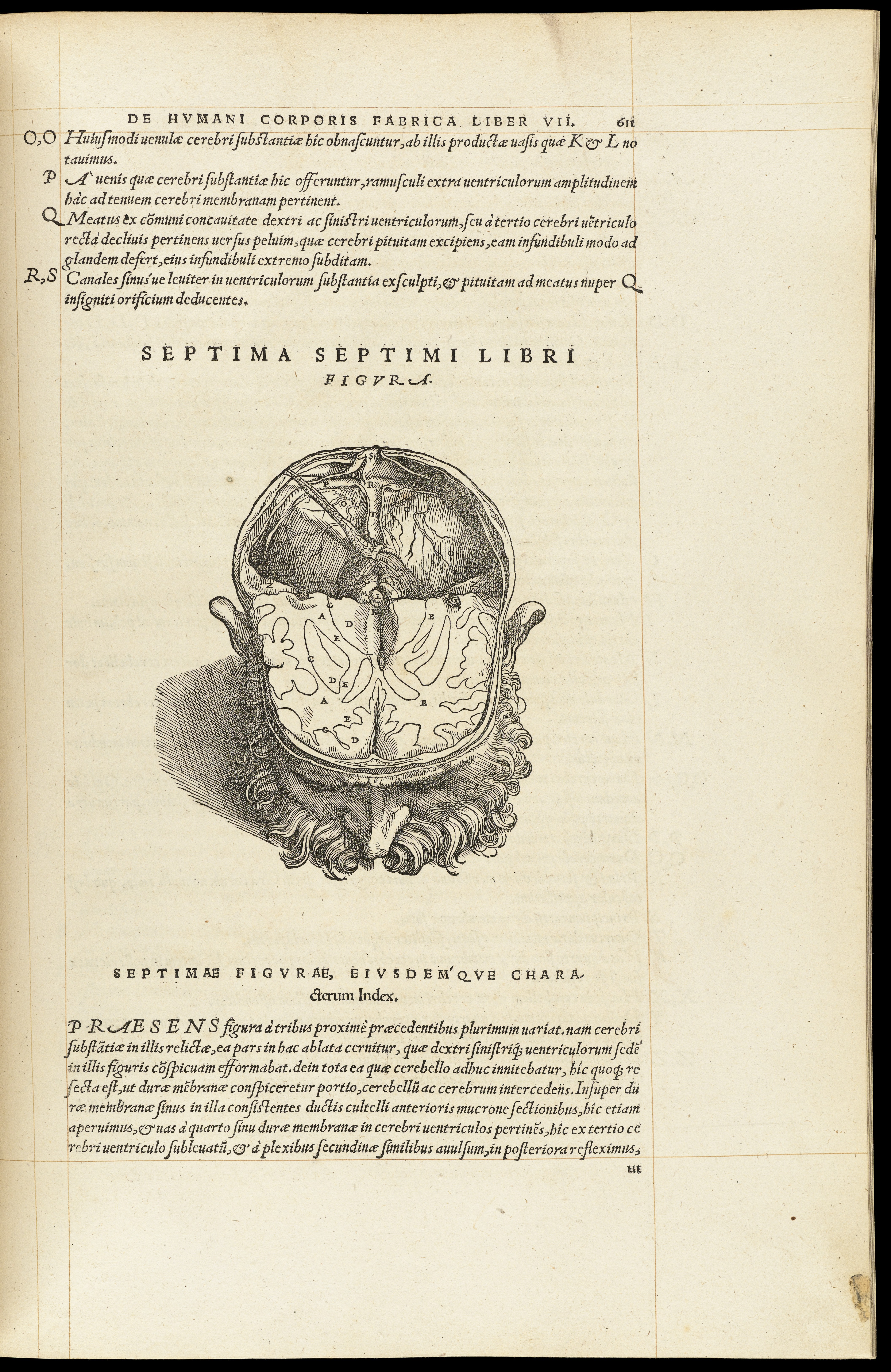
La glande pinéale est représentée en L. Andreae Vesalii Brvxellensis, Scholae medicorum Patauinae professoris, De humani corporis fabrica libri septem, 1555

Dans le monde occidental, Hérophile (325-280 av. J.- C.), cité par Galien, fut peut-être le premier à localiser l'« âme » dans le système ventriculaire cérébral ; et le premier à considérer la glande pinéale comme un robinet régulant la pneuma,. Galien n'est toutefois pas d'accord avec la fonction de ponction de la pinéale car il observe à juste titre qu'elle est située en dehors du système ventriculaire cérébral ; Galien dans son De anatomicis administrationibus décrit le premier de manière très détaillée le conarium. il considérait que c'était le vermis supérieur du cervelet, qui agissait comme une sorte de valve capable de fermer l'aqueduc sylvien et d'empêcher le passage du spiritus animalis au ventricule postérieur, lieu ou siège de la mémoire. Cette conception est assumée par Qusta ibn Luqa (820-912). Jacopo Berengario da Carpi (1470-1530) fut le premier à examiner plus attentivement la glande pinéale de l'homme. En 1522, Carpi décrit dans ses Isagogæ breves, les ventricules cérébraux, les plexus choroïdes et la glande pinéale, qu'il appelle l'« appendice de la pensée ».

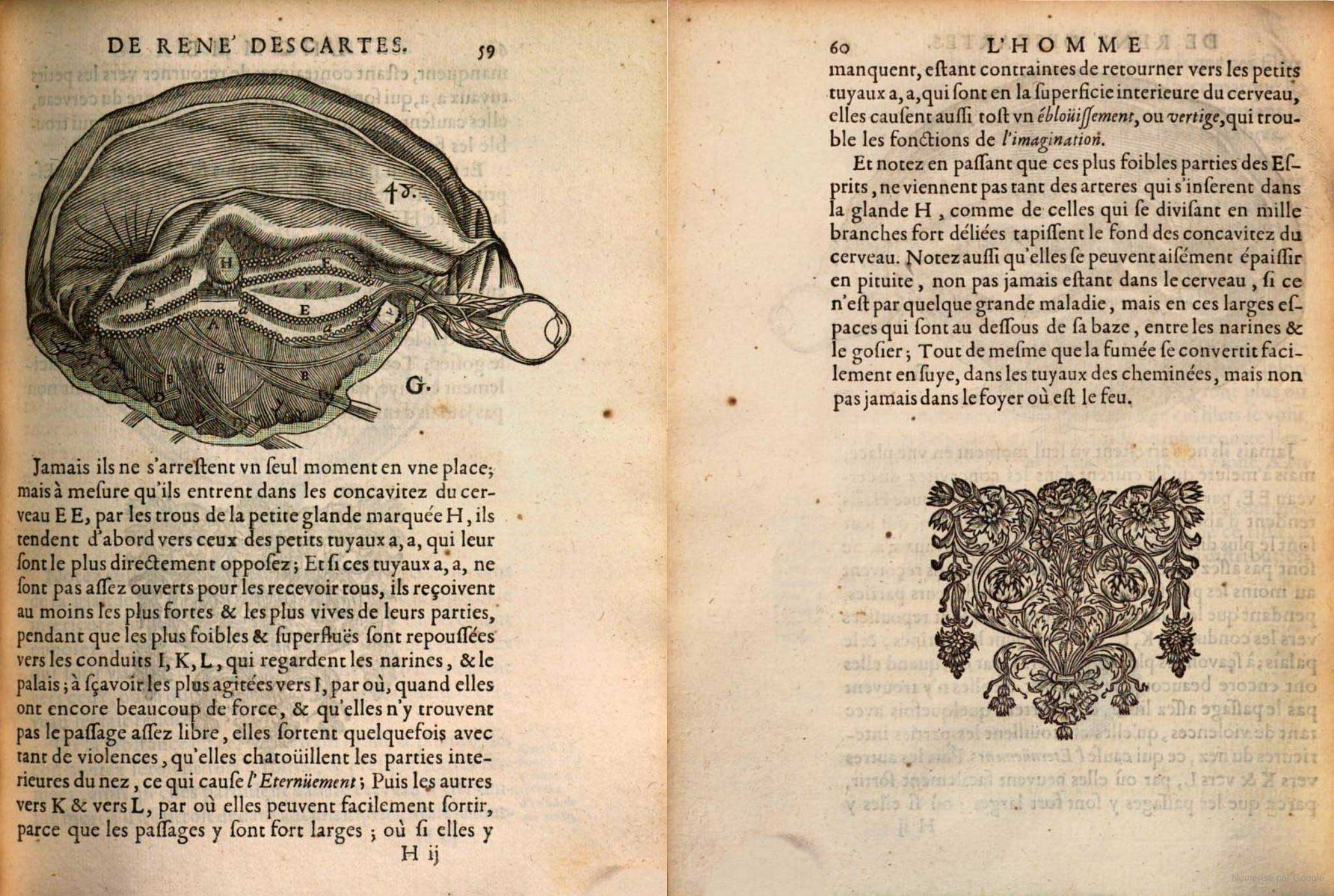
L'Homme. De René Descartes, Volume 2. page 59-60. La glande pinéale est désignée par la lettre H. Édition de Claude Clerselier de 1664

André Vésale (1514-1564) (De humani corporis fabrica. lib.3., cap. XIII, 1543, p. 638) soutient que les ventricules latéraux contiennent du spiritus animalis, et décrit la topographie et la consistance de la glande pinéale ; on lui doit la première représentation graphique de la glande pinéale humaine. Toutefois Vésale réfute les théories classiques de localisation ventriculaire des fonctions psychique et convient avec Galien que l'organe ne peut pas ouvrir ou fermer l'entrée du passage du troisième au quatrième ventricule ; Enfin, Vésale considère la glande comme le centre d'un réseau de vaisseaux très finement ramifié.
Girolamo Fracastoro (1483-1553), et Ysbrand van Diemerbroeck (1609-1674), on postulé avant Descartes la localisation possible du sensorium commune dans la glande pinéale.
Contrevenant à Galien et à Vésale, Descartes accorde une grande importance au corps pinéal dans la dispersion des esprits animaux. La pensée philosophique de Descartes se concentre sur la glande pinéale — « sous prétexte qu'elle est la seule partie de l'encéphale qui ne soit pas double » (ou, conjuguée, ce qui est inexact) — qu'il croyait capable de s'incliner, influençant la dispersion des esprits animaux dans des nerfs spécifiques connectés aux ventricules du cerveau. La glande pinéale draine et stockes les esprits et devient « le centre où aboutissent toutes les impressions sensorielles et d'où part la commande de tous les mouvements »,. Sauf chez les animaux, il désignait le corps pinéal comme le siège de l'âme (res cogitans), une entité qui ne pouvait être décomposée en facultés distinctes pouvant être localisées dans différentes parties du cerveau. Selon Descartes, le res cogitans doit interagir avec le soma physique (res extensa) en un seul endroit central : les fonctions sensorielles, motrices et cognitives étaient donc liées à la glande pinéale.
Giovanni Maria Lancisi (1654 -1720) considérera la glande pinéale comme ayant un effet de renforcement, donnant une force de propulsion aux esprits animaux sortant du corps calleux.

#### Réfutation
La théorie des spiritus animalis suscite des doutes parmi certains « intellectuels lucides » à la fin du XVIIe siècle et au début du XVIIIe siècle, parmi lesquels Nicolas Sténon (1638-1686) et Johann Jakob Wepfer (1620-1695), dont les travaux sur l'apoplexie ont contribué à initier la discipline de la neurologie cérébrovasculaire.  Dans son De Musculis Glandulis observationum specimen de 1664, Sténon avait déjà nié que le cœur, simple muscle (dans la foulée du De motu cordis de Harvey, il nie au passage les théories ébullitionniste de Descartes), puisse être à l'origine des esprits vitaux ; le Journal des savants du Lundi 23 mars 1665, en fait la revue, dans laquelle il reste prudent par rapport aux théories de Sténon, :

« La première partie de ses Observations regarde les muscles, au rang desquels il soutient qu'il faut mettre le cœur; parce que sa composition, non plus que son action, ne diffère en rien de celle des autres muscles: De sorte qu'il ne veut pas qu'on considère le cœur comme étant composé d'une substance qui lui soit propre et particulière, ni comme le principe de la chaleur naturelle, de la sanguification, et des esprits vitaux. Cela va à renverser ce qu'il y a de plus constant dans la Médecine. »

— Journal des savants du Lundi 23 mars 1665, Nicolai Stenonis de Musculis Glandulis observationum specimen.
La théorie des esprits animaux, thème central de la physiologie de Descartes, sera principalement dénoncée par Sténon dans son Discours sur l'anatomie du cerveau de 1665-1669, et aussi dans ses Elementorum myologiae specimen seu Musculi descriptio geometrica de 1667. Dans ses Observationes Anatomicae de 1658, Wepfer décrit les artères cérébrales en détail, identifiant la structure reconnue aujourd'hui comme le polygone de Willis ; il s'oppose aussi à la notion galénique de rete mirabile chez l'homme, siège de la transformation de l'esprit vital depuis le cœur, en esprits animaux . La destruction de la théorie catarrhale par Conrad Victor Schneider dans son De catarrhis de 1660-62 a modifié de manière irréversible l'écosystème galénique : Schneider réfute l'idée d'un passage ouvert entre le cerveau et le nasopharynx, et par là l'idée même de pituite.
Les p. 15 à p. 22 du Discours sur l'anatomie du cerveau de Sténon démonte en outre les points d'anatomie et de physiologie qui concernent la glande pinéale de Descartes, qui sera presque universellement rejetée avant la fin du siècle. 
Après les expériences galvaniques de stimulation électrique des nerfs sur des tissus excisés, en 1786, par Luigi Galvani (1737-1798), l'hypothèse d'une activation du système nerveux par l'âme, par des esprits animaux ou par du liquide nerveux a du finalement être écartée ; ce qui signifiait également que le concept d’âme devait être dissocié de la notion de force vitale. L’âme s’identifiant désormais exclusivement à l’esprit, il devint nécessaire de faire la différence entre les origines des actions volontaires et les actions involontaires ou réflexes.

## Le concept d'esprits animaux dans la science économique contemporaine
La notion est mobilisée pour la première fois en économie par John Maynard Keynes. Dans sa Théorie générale de l'emploi, de l'intérêt et de la monnaie, il cherche à comprendre le comportement des agents économiques, et plus particulièrement des investisseurs. Il considère que leur enthousiasme et leurs réactions instinctives sont dus à la domination des esprits animaux :

« Outre la cause due à la spéculation, l'instabilité économique trouve une autre cause, inhérente celle-ci à la nature humaine, dans le fait qu'une grande partie de nos initiatives dans l'ordre du bien, de l'agréable ou de l'utile procèdent plus d'un optimisme spontané que d'une prévision mathématique. Lorsqu'il faut un long délai pour qu'elles produisent leur plein effet, nos décisions de faire quelque chose de positif doivent être considérées pour la plupart comme une manifestation de notre enthousiasme naturel (as the result of animal spirits) - comme l'effet d'un besoin instinctif d'agir plutôt que de ne rien faire -, et non comme le résultat d'une moyenne pondérée de bénéfices numériques multipliés par des probabilités numériques. »

La notion d'esprits animaux en économie a été reprise plus récemment lors de la résurgence des idées keynésiennes (le retour du maître), en particulier par Matteo Pasquinelli, George Akerlof et Robert Shiller. En France, Michaël Lainé a analysé le concept et son retour dans le champ économique dans Sous l'emprise des esprits animaux en 2018.
En 2010, Luzzetti and Ohanian, économistes à l'université UCLA, ont estimé à partir de données historiques américaines l'importance des esprits animaux dans les décisions d'investissement. Contrairement à l'idée de Keynes, ces facteurs psychologiques n'auraient pratiquement eu aucune influence sur l'investissement, du moins après la Seconde Guerre mondiale. En revanche, sur les données couvrant la Grande Dépression, les investisseurs auraient été trop optimistes dans leur décisions d'investissement, mais ce résultat est contraire à ce que suggérait Keynes.